# Daniel Waszkiewicz
Daniel Waszkiewicz (* 7. Januar 1957 in Chocianów, Polen) ist ein polnischer Handballspieler und Handballtrainer.
Der zentrale Rückraumspieler spielte erst für Wybrzeże Gdańsk (Polen), dann ab 1987 in der deutschen Bundesliga für den THW Kiel und schließlich ab 1990 für den VfL Bad Schwartau. Er bestritt 210 Länderspiele für Polen, sein größter internationaler Erfolg war der 3. Platz bei der Weltmeisterschaft 1982 in Deutschland. Mit dem THW Kiel wurde er 1989 Deutscher Vizemeister.
Waszkiewicz arbeitet nach Beendigung seiner aktiven Laufbahn als Trainer in Polen. Ab 2004 war er als Co-Trainer der polnischen Nationalmannschaft tätig. Nachdem Bogdan Wenta im April 2012 sein Amt als Nationaltrainer niederlegte, übernahm Waszkiewicz dieses Amt. Den Posten als Nationaltrainer übte er bis zur Amtsübernahme von Michael Biegler aus. Ab der Saison 2011/12 bis zum September 2015 trainierte er Wybrzeża Gdańsk. Waszkiewicz trainierte in der Saison 2017/18 KS Azoty Puławy.